# 齿叶东北南星
齿叶东北南星（学名：Arisaema amurense var. serratum）为天南星科天南星属东北南星的变种。分布于中国大陆的东北、河北、河南、山东、山西、陕西、内蒙古、宁夏等地，常生于林下及沟旁。